# ميخائيل جونز (مغني)
ميخائيل جونز (بالإنجليزية: Michael Johns)‏ هو مغني أسترالي، ولد في 20 أكتوبر 1978 في برث في أستراليا، وتوفي في 1 أغسطس 2014 في توستين في الولايات المتحدة بسبب اعتلال عضلة القلب التوسعي.

## وصلات خارجية
- ميخائيل جونز على موقع IMDb (الإنجليزية)
- ميخائيل جونز على موقع ميوزك برينز (الإنجليزية)
- ميخائيل جونز على موقع أول ميوزيك (الإنجليزية)
- ميخائيل جونز على موقع ديسكوغز (الإنجليزية)